# Damienus Reverson
Damienus Reverson (Amsterdam, 18 oktober 2003) is een Nederlandse voetballer van Ghanees afkomst, die uitkomt voor Jong AZ.

## Carrière
Reverson begon te voetballen in de jeugd bij AVV Zeeburgia waarna hij de overstap maakte naar de jeugdafdeling van AZ. Op 17 september 2022 werd Reverson verkozen tot speler van de maand van de jeugd opleiding bij AZ daarmee werd hij opvolger van Lars Boer.
Op 18 maart 2022 in de uitwedstrijd tegen Jong FC Utrecht maakte Reverson zijn debuut voor Jong AZ. Hij kwam in de 46e minuut als invaller voor Zico Buurmeester en hij won de wedstrijd met 0-1. Op 24 april 2023 won Jong AZ UEFA Youth League maar Reverson zat niet bij de wedstrijd selectie.

## Statistieken
| Seizoen                       | Club           | Land           | Competitie     | Competitie | Competitie | Beker | Beker | Totaal | Totaal |
| Seizoen                       | Club           | Land           | Competitie     | Wed.       | Dlp.       | Wed.  | Dlp.  | Wed.   | Dlp.   |
| ----------------------------- | -------------- | -------------- | -------------- | ---------- | ---------- | ----- | ----- | ------ | ------ |
| 2021/22                       | Jong AZ        | Nederland      | Eerste Divisie | 2          | 0          | 0     | 0     | 2      | 0      |
| 2022/23                       | Jong AZ        | Nederland      | Eerste Divisie | 28         | 4          | 0     | 0     | 28     | 4      |
| 2023/24                       | Jong AZ        | Nederland      | Eerste Divisie | 13         | 2          | 0     | 0     | 13     | 2      |
| Carrièretotaal                | Carrièretotaal | Carrièretotaal | Carrièretotaal | 43         | 6          | 0     | 0     | 43     | 6      |
| Bijgewerkt t/m 2 januari 2024 |                |                |                |            |            |       |       |        |        |

## Erelijst

### Club
| Europa            |    |       |
| UEFA Youth League | 1x | 22/23 |

Individueel
| Prijs               | Aantal | Jaar                 |
| ------------------- | ------ | -------------------- |
| Nederland           |        |                      |
| speler van de maand | 1x     | 2022 (juni-augustus) |